# Steely Dan
A Steely Dan amerikai dzsessz, rock/soft rock/pop rock együttes. A zenekarnak egy állandó tagja van, az alapító Donald Fagen. Volt tagok: Walter Becker, Jeff Baxter, Denny Dias, Jim Hodder, David Palmer, Royce Jones, Michael McDonald és Jeff Porcaro. (Porcaro pályafutása alatt csatlakozott a népszerű Toto együtteshez.)
1972-ben alakultak meg a New York állambeli Annandale-on-Hudsonben.Egészen a mai napig működnek, de teljesen más felállással. Az együttes több albuma is bekerült az 1001 lemez, amelyet hallanod kell, mielőtt meghalsz című könyvbe: az első három, illetve a hatodik is. A zenekar neve William S. Burroughs író 1959-es Meztelen ebéd című könyvéből származik.

## Lemezválogatás
- Can't Buy a Thrill (1972)
- Countdown to Ecstasy (1973)
- Pretzel Logic (1974)
- Katy Lied (1975)
- The Royal Scam (1976)
- Aja (1977)
- Gaucho (1980)
- Two Against Nature (2000)
- Everything Must Go (2003)

...
- Donald Fagen's the Nightfly Live (2021)